# Torpet i Orhem

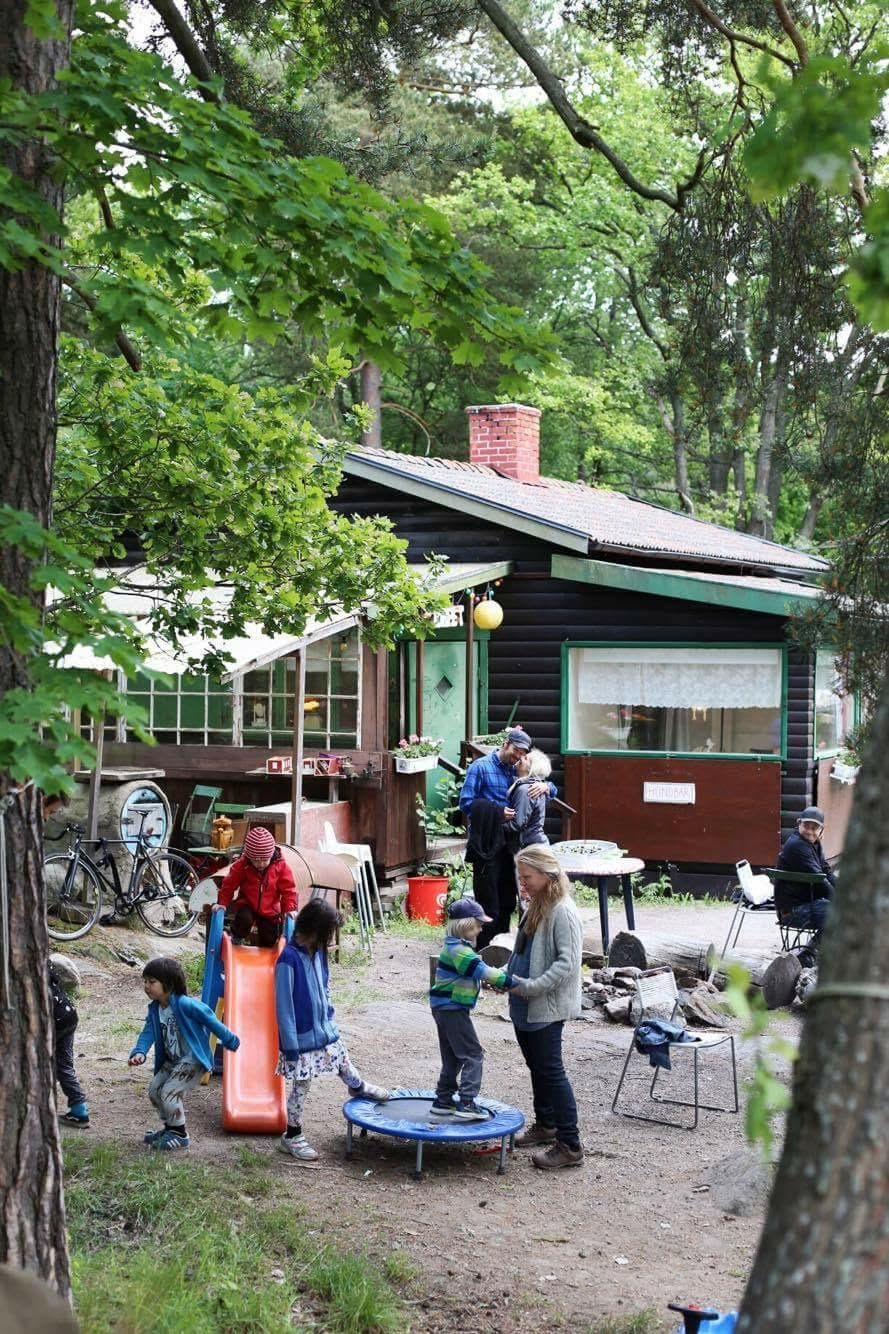
Torpet i Orhem, maj 2018.

Torpet i Orhem är ett kulturkafé i Orhemsskogen utanför Skarpnäck och Sköndal i södra Stockholm. Torpet är beläget i anslutning till Flatens naturreservat, mittemellan sjöarna Flaten och Drevviken, nära Orhems koloniområde och kollektivhuset Gebers.
Kaféet har funnits sedan 1940-talet. Det drivs sedan år 2007 av Victoria Rixer i samarbete med den ideella kulturföreningen Torpets vänner. På den lilla kulturscenen, numera inrymd i en ombyggd container som uppfördes med stöd av Stockholm stad år 2019, har artister som Frida Hyvönen, David Sandström, Joel Alme, Räjäyttäjät och Jenny Wrangborg framträtt, men också en rad lokala och mer okända förmågor.